# Mudal (Temanggung)
Mudal is een bestuurslaag in het regentschap Temanggung van de provincie Midden-Java, Indonesië. Mudal telt 4362 inwoners (volkstelling 2010).